# Даг Гилмор
Даг Гилмор (енгл. Doug Gilmour; Кингстон, 25. јун 1963) је канадски бивши професионални хокејаш.

## Биографија
Одиграо је 20 сезона у Националној хокејашкој лиги за седам различитих тимова. Гилмор је изабран као 134. пик у седмој рунди драфта 1982. године од стране Сент Луис блуза и забележио је 1.414 бодова на 1.474 утакмице у НХЛ-у између 1983. и 2003. године. Био је двоструки ол-стар и био је члан Калгаријевог шампионског тима 1989. године. Освојио је Трофеј Франк Ј. Селке као најбољи дефанзивни нападач НХЛ-а у периоду 1992–93. На међународној сцени, представљао је Канаду три пута током своје каријере и био је члан шампионског тима Канаде 1987. године.
Гилмор је добио надимак „Килер” (Убица) од стране саиграча из Блуза, вероватно због тога што се презивао као серијски убица Гери Гилмор (иако су други то приписали његовом физичком стилу игре упркос његовом малом расту). Играо је три сезоне јуниорског хокеја за Корнвол ројалсе где је био члан њиховог шампионског тима Меморијалног купа 1981. У сезони 1982–83, Гилмор је проглашен за најистакнутијег играча Хокејашке лиге Онтарија (ОХЛ) након што је постигао 177 поена, један од највиших укупних резултата у историји лиге. Гилмор се вратио у ОХЛ након играчке каријере пошто се придружио екипи Кингстон фронтенакса као главни тренер 2008. и унапређен је у генералног менаџера 2011. године. Гилмор је примљен у Хокејашку Кућу славних и Кућу славних спортова Онтарија 2011. и његов број 93 је повучен из употребе од стране Торонто мејпл лифса.

## Статистика
| 1983-84       | Сент Луис блуз       | НХЛ           | 80   | 25  | 28  | 53   | 57   | 11  | 2  | 9   | 11  | 10  |
| 1984-85       | Сент Луис блуз       | НХЛ           | 78   | 21  | 36  | 57   | 49   | 3   | 1  | 1   | 2   | 2   |
| 1985-86       | Сент Луис блуз       | НХЛ           | 74   | 25  | 28  | 53   | 41   | 19  | 9  | 12  | 21  | 25  |
| 1986-87       | Сент Луис блуз       | НХЛ           | 80   | 42  | 63  | 105  | 58   | 6   | 2  | 2   | 4   | 16  |
| 1987-88       | Сент Луис блуз       | НХЛ           | 72   | 36  | 50  | 86   | 59   | 10  | 3  | 14  | 17  | 18  |
| 1988-89       | Калгари флејмси      | НХЛ           | 72   | 26  | 59  | 85   | 44   | 22  | 11 | 11  | 22  | 20  |
| 1989-90       | Калгари флејмси      | НХЛ           | 78   | 24  | 67  | 91   | 54   | 6   | 3  | 1   | 4   | 8   |
| 1990-91       | Калгари флејмси      | НХЛ           | 78   | 20  | 61  | 81   | 144  | 7   | 1  | 1   | 2   | 0   |
| 1991-92       | Калгари флејмси      | НХЛ           | 38   | 11  | 27  | 38   | 46   | --  | -- | --  | --  | --  |
| 1991-92       | Торонто мејпл лифси  | НХЛ           | 40   | 15  | 34  | 49   | 32   | --  | -- | --  | --  | --  |
| 1992-93       | Торонто мејпл лифси  | НХЛ           | 83   | 32  | 95  | 127  | 100  | 21  | 10 | 25  | 35  | 30  |
| 1993-94       | Торонто мејпл лифси  | НХЛ           | 83   | 27  | 84  | 111  | 105  | 18  | 6  | 22  | 28  | 42  |
| 1994-95       | Торонто мејпл лифси  | НХЛ           | 44   | 10  | 23  | 33   | 26   | 7   | 0  | 6   | 6   | 6   |
| 1995-96       | Торонто мејпл лифси  | НХЛ           | 81   | 32  | 40  | 72   | 77   | 6   | 1  | 7   | 8   | 12  |
| 1996-97       | Торонто мејпл лифси  | НХЛ           | 61   | 15  | 45  | 60   | 46   | --  | -- | --  | --  | --  |
| 1996-97       | Њу Џерзи девилси     | НХЛ           | 20   | 7   | 15  | 22   | 22   | 10  | 0  | 4   | 4   | 14  |
| 1997-98       | Њу Џерзи девилси     | НХЛ           | 63   | 13  | 40  | 53   | 68   | 6   | 5  | 2   | 7   | 4   |
| 1998-99       | Чикаго блекхокси     | НХЛ           | 72   | 16  | 40  | 56   | 56   | --  | -- | --  | --  | --  |
| 1999-00       | Чикаго блекхокси     | НХЛ           | 63   | 22  | 34  | 56   | 51   | --  | -- | --  | --  | --  |
| 1999-00       | Буфало сејберси      | НХЛ           | 11   | 3   | 14  | 17   | 12   | 5   | 0  | 1   | 1   | 0   |
| 2000-01       | Буфало сејберси      | НХЛ           | 71   | 7   | 31  | 38   | 70   | 13  | 2  | 4   | 6   | 12  |
| 2001-02       | Монтреал канадијанси | НХЛ           | 70   | 10  | 31  | 41   | 48   | 12  | 4  | 6   | 10  | 16  |
| 2002-03       | Монтреал канадијанси | НХЛ           | 61   | 11  | 19  | 30   | 36   | --  | -- | --  | --  | --  |
| 2002-03       | Торонто мејпл лифси  | НХЛ           | 1    | 0   | 0   | 0    | 0    | --  | -- | --  | --  | --  |
| Укупно за НХЛ | Укупно за НХЛ        | Укупно за НХЛ | 1474 | 450 | 964 | 1414 | 1301 | 182 | 60 | 128 | 188 | 235 |